# فريدة بن يحيى
فريدة بن يحيى (بالإنجليزية: Farida Benyahia) هي قاضية جزائرية ورئيسة مجلس الدولة الجزائري.
عيُنها الرئيس عبد المجيد تبون في 2019. بعد تنصيبها رئيسة لمجلس الدولة، أعلنت أنها ستلاحق الأموال المنهوبة وستعمل على استعادتها.

## المسيرة المهنية
تبدأ مسيرة فريدة بن يحيى في 1975، حيث شغلت مناصب منها المدعي العام في محكمة قسنطينة، ومستشار لرئيس الغرفة في محكمة قسنطينة ومستشار لرئيس مجلس الدولة قبل تعيينها رئيسًا للمجلس في 2019.